# اگلینگ ان در پار
اگلینگ ان در پار (به آلمانی: Egling an der Paar) یک شهر در آلمان است که در بایرن واقع شده‌است.

## خصوصیات
اگلینگ ان در پار ۲۰٫۷۷ کیلومترمربع مساحت دارد ۵۵۲ متر بالاتر از سطح دریا واقع شده‌است.